# 白沙屯 (桃園市)
白沙屯，原寫為白沙墩，是臺灣桃園市觀音區的一個傳統地域名稱，位於該區西北部。相較於今日行政區，其範圍大致包括白玉里、廣興里不含東南端及南側凹入部分西側。

## 歷史
台灣清治末期至日治初期，白沙屯地區為一街庄，稱為「白沙墩庄」，隸屬於竹北二堡。該庄西北臨台灣海峽，東北與樹林仔庄為鄰，東南邊為新坡庄、坡藔庄、坑尾庄，西南邊為石觀音庄。
1901年（日治明治三十四年）11月，全台廢縣廳改設二十廳，該庄隸屬於桃仔園廳。1903年（明治三十六年），改名桃園廳。1909年（明治四十二年）10月，合併二十廳為十二廳，該庄隸屬不變。1920年（大正九年），廢十二廳改設五州二廳，該庄改制並簡化為「白沙屯」大字，隸屬於新竹州中壢郡觀音庄，大字下有「白沙屯」、「埔頂」、「下埔頂」、「下莊子」、「坑子背」、「溝尾」小字名。
戰後觀音庄改制為觀音鄉，隸屬於新竹縣，大字亦改制為村。1950年桃、竹、苗分治，觀音鄉改隸屬於桃園縣。2014年12月，桃園縣升格為直轄桃園市，觀音鄉改制為觀音區，村亦改制為里。

## 聚落
本地區發展較早的聚落有白沙墩、埔頂、下埔頂、下庄仔、坑子背等，在日治期初期的官方地圖上已有記載。此外，本地區尚有白玉、新塘、徐厝、歐厝、麥厝、江厝、胡厝、白沙屯、番艾崙等聚落。

## 交通
省道台15線（大觀路一段～二段）是關渡至香山的傳統北台灣西部海岸平面幹道，大致以東北東—西南西走向及東北—西南走向兩度經過白沙屯地區南部。由該道路向東北東可前往大園、坑子口、大南灣、八里等地，向西南轉西北再轉西南繞過觀音市區，可前往崁頭厝、紅毛港、坑子口樹林子（坑子口地區北部）、貓兒錠、舊港等地，其中坑子口樹林子至貓兒錠南端鳳山溪橋路段與省道台61線（西部濱海快速公路）共線。
省道台61線又稱「西部濱海快速公路」，是八里至安南的快速公路，大致以東北—西南走向經過本地區西北部近海岸地帶，在境內的「桃園科技園區」設有北入南出的「桃科交流道」。由該道路向東北東可前往大園、林口、八里等地，向西南西可前往觀音、大潭後終止主線（高架道路）通車路段，續行兩側平面車道可前往紅毛港、坑子口、貓兒錠後，兩側車道止於鳳山溪橋南岸，並以省道台15線作為代用道路至香山浸水橋始續接快速公路主線以前往中南部。
區道桃32線（玉林路一段）是觀音至移民新里的道路，也是本地區中北部的橫向連絡道路，其西側端點位於本地區西部觀音市區北側的區道桃38線路口。由此向東轉東北蜿蜒而行，出境後可前往樹林子北部的觀音工業區北部邊界，其後穿越工業區東北部後止於草漯地區西北部的區道桃35線路口。
區道桃38線（中興路、白玉南路）是觀音至海濱的道路，其東北側端點原位於大堀溪出海口，因興建桃園科技園區進行市地重劃，現已無終點標示。該區行政區域圖上該編號道路的最東北端點位於科技工業園區裡的白玉南路、桃科九路路口。由此向西南行至觀音溪前轉向南南東，出境後即止於觀音地區的市道112號路口。
區道桃39線是白玉至大坡腳的道路，其北側端點位於本地區東北部白沙屯聚落的區道桃32線路口。由此向南南東蜿蜒而行，經省道台15線後不遠處即出境，其後轉向西南可前往下大坡腳並止於市道112號路口。

## 學校
- 觀音國中

## 產業
- 桃園科技園區白玉區